# أحادي الأكسيجيناز المحتوي على الفلافين 3
أحادي الأكسيجيناز المحتوي على الفلافين 3 واختصارا (فمو3 : FMO3) ويُعرف كذلك باسم أحادي أكسيجيناز ثنائي ميثيل الأنيلين [ المكون لأكسيد-N] 3، والاسم أحادي أكسيجيناز ثلاثي ميثيل الأمين، هو إنزيم (بروتين فلافيني [الإنجليزية]، 
ر.ت.إ

1.14.13.148

) يُرمّز لدى البشر بواسطة جين FMO3. يُحفز هذا الإنزيم تفاعلات كيميائية عديدة منها التفاعل التالي:
ثلاثي ميثيل الأمين + NADPH + H+ + O2 {\displaystyle \rightleftharpoons } أكسيد-N ثلاثي ميثيل الأمين + NADP+ + H2O
فمو3 هو النظير الإنزيمي الرئيسي من إنزيمات أحادي الأكسيجيناز المحتوي على الفلافين [الإنجليزية] الذي يُعبر عنه في كبد البشر البالغين. يحفز إنزيم فمو3 البشري عدة أنواع من التفاعلات منها: أكسجنة-N (إضافة ذرة أكسجين لذرة النيتروجين) الخاصة بالأمينات الأولية والثانوية والثالثية، أكسجنة-S الخاص بالمركبات التي تحتوي على كبريت محب للنواة، وهيدروكسلة 6-ميثيل الخاص بالعامل المضاد للسرطان "ثنائي ميثيل زانثينون حمض الأسيتيك" (فادميزان [الإنجليزية]).
فمو3 هو الإنزيم الرئيسي لدى البشر الذي يحفز أكسدة-N الخاص بثلاثي ميثيل الأمين وتحويله إلى أكسيد-N ثلاثي ميثيل الأمين. يحفز فمو1 [الإنجليزية] هذا التفاعل كذلك لكن بدرجة أقل من فمو3. يمكن أن تسبب الاختلالات الجينية في إنزيم فمو3 بيلة الثلاثي ميثيل الأمين والتي تعرف كذلك باسم "متلازمة رائحة السمك". فمو3 له دور في استقلاب العديد من المركبات الحيوية الغريبة (المركبات خارجية المصدر التي عادة لا يصنعها الجسم ولا تتواجد فيه) مثل نزع الأمين التأكسدي للأمفيتامين.